# Linares Deportivo
Ne doit pas être confondu avec le CD Linares, un ancien club de football aussi basé à Linares.
Maillots
Actualités
Le Linares Deportivo est un club de football espagnol, fondé en 2009, basé à Linares en Andalousie. Il évolue actuellement en Segunda Federación.

## Histoire
En 2009, le club est fondé sous le nom de Asociación Deportiva Linares, remplaçant le CD Linares récemment disparu.
En l'espace de trois ans, le club décroche trois promotions, passant de la Primera División Andaluza (7e division espagnole) à la Tercera Division (4e division).
Lors de la saison 2014-2015, après sa victoire contre le CD Castellón sur le score cumulé de 3-0, le club accède pour la première fois de son histoire en Segunda División B (3e division). Grâce à cela, le club se qualifie pour la première fois en Coupe d'Espagne pour la saison suivante. Le club se fera éliminer au 2e tour par l'UD Logroñés sur le score de 2-1.
Le 28 mai 2017, le club est relégué en Tercera Division après sa défaite, sur le score cumulé de 2-1, contre le Burgos CF en barrages. Le club ne retrouve la Segunda División B qu'après avoir passé trois saisons en Tercera Division. En effet, le club remonte en Segunda División B grâce à un repêchage.

## Palmarès
Le club est champion de son groupe de Tercera Division à deux reprises lors des saisons 2014-2015 et 2019-2020 et une fois de Segunda División B lors de la saison 2020-2021.

## Stade
Le club joue depuis ses débuts à l'Estadio Municipal de Linarejos, stade pouvant accueillir 10 000 spectateurs.